# Johannes Gandil
Johannes Gandil (ur. 20 maja 1873 w Ringe, zm. 7 marca 1956 w Ordrup) – duński lekkoatleta i piłkarz, występujący podczas kariery na pozycji napastnika.
Zdobył srebrny medal wraz z kolegami na Letnich Igrzyskach Olimpijskich 1908 w Londynie. Polegli dopiero finale z gospodarzami – Wielką Brytanią.
Jako lekkoatleta wystartował w biegu na 100 metrów na Letnich Igrzyskach Olimpijskich 1900 w Paryżu. Odpadł tam jednak w pierwszej rundzie.
Całą swoją karierę klubową spędził w Boldklubben 1903.